# Trebacosa brunhesi
Trebacosa brunhesi är en spindelart som beskrevs av Villepoux 2007. Trebacosa brunhesi ingår i släktet Trebacosa och familjen vargspindlar.
Artens utbredningsområde är Frankrike. Inga underarter finns listade i Catalogue of Life.